# Tovarné
Tovarné és un poble i municipi d'Eslovàquia. Es troba a la regió de Prešov, al nord del país.

## Història
La primera referència escrita de la vila data del 1215.

## Demografia
| Godina             | 1994 | 2004   | 2014   | 2024   |
| ------------------ | ---- | ------ | ------ | ------ |
| Nombre de persones | 1056 | 1090   | 999    | 977    |
| Diferència         |      | +3,21% | −8,34% | −2,20% |

| Godina             | 2023 | 2024 |
| ------------------ | ---- | ---- |
| Nombre de persones | 977  | 977  |
| Diferència         |      | +0%  |